# 1952年ヘルシンキオリンピックの南アフリカ選手団
1952年ヘルシンキオリンピックの南アフリカ選手団（1952ねんヘルシンキオリンピックのみなみアフリカせんしゅだん）は、1952年7月19日から8月3日にかけてフィンランドの首都ヘルシンキで開催された1952年ヘルシンキオリンピックの南アフリカ選手団、およびその競技結果。

## 概要
今大会は金メダル2個、銀メダル4個、銅メダル4個の合計10個のメダルを獲得した。

## メダル
| メダル | 選手名                                                                                    | 競技       | 種目                      |
| ------ | ----------------------------------------------------------------------------------------- | ---------- | ------------------------- |
| 金     | エスター・ブランド                                                                        | 陸上       | 女子走高跳                |
| 金     | ジョアン・ハリソン                                                                        | 競泳       | 女子100m背泳ぎ            |
| 銀     | ダフネ・ハセンジャガー                                                                    | 陸上       | 女子100m                  |
| 銀     | アルフレッド・スウィフト ジョージ・エストマン ロバート・ファウラー トーマス・シャーデロー | 自転車     | 男子4000m団体追い抜き     |
| 銀     | レイモンド・ロビンソン トーマス・シャーデロー                                             | 自転車     | 男子タンデムスプリント    |
| 銀     | チュニス・バン・シャルクウィク                                                            | ボクシング | 男子ライトミドル級        |
| 銅     | レイモンド・ロビンソン                                                                    | 自転車     | 男子1000mタイムトライアル |
| 銅     | ウィリアム・トウィール                                                                    | ボクシング | 男子フライ級              |
| 銅     | レナード・レイシング                                                                      | ボクシング | 男子フェザー級            |
| 銅     | アンドリース・ニーマン                                                                    | ボクシング | 男子ヘビー級              |